# Кан (Кальвадос)
Кан (фр. Caen фр.: [kɑ̃] ( прослухати); норм. Kaem) — місто та муніципалітет у Франції, адміністративний центр регіону Нижня Нормандія та департаменту Кальвадос. Населення — 108 200 осіб (01.01.2021).
Муніципалітет розташований на відстані близько 210 км на захід від Парижа.

## Клімат
Місто знаходиться у зоні, котра характеризується морським кліматом. Найтепліший місяць — серпень із середньою температурою 18 °C (64.4 °F). Найхолодніший місяць — січень, із середньою температурою 5.3 °С (41.5 °F).
| Клімат Кана             | Клімат Кана | Клімат Кана | Клімат Кана | Клімат Кана | Клімат Кана | Клімат Кана | Клімат Кана | Клімат Кана | Клімат Кана | Клімат Кана | Клімат Кана | Клімат Кана | Клімат Кана |
| Показник                | Січ.        | Лют.        | Бер.        | Квіт.       | Трав.       | Черв.       | Лип.        | Серп.       | Вер.        | Жовт.       | Лист.       | Груд.       | Рік         |
| Абсолютний максимум, °C | 16,1        | 20,8        | 24,4        | 26,4        | 30,4        | 34,1        | 36,6        | 38,9        | 33,5        | 28,9        | 19,9        | 17,2        | 38,9        |
| Середній максимум, °C   | 8           | 8,6         | 11,5        | 13,6        | 17,1        | 20,1        | 22,6        | 22,8        | 20,1        | 16,1        | 11,5        | 8,3         | 15          |
| Середня температура, °C | 5,3         | 5,5         | 7,9         | 9,5         | 12,8        | 15,6        | 17,9        | 18          | 15,6        | 12,4        | 8,4         | 5,7         | 11,2        |
| Середній мінімум, °C    | 2,6         | 2,4         | 4,2         | 5,3         | 8,5         | 11          | 13,1        | 13,2        | 11,1        | 8,7         | 5,3         | 3           | 7,4         |
| Абсолютний мінімум, °C  | −19,6       | −16,5       | −7,4        | −5,7        | −0,8        | 1           | 4,7         | 4           | 1,8         | −3,7        | −6,8        | −11         | −19,6       |
| Норма опадів, мм        | 50          | 40          | 40          | 40          | 50          | 40          | 50          | 50          | 50          | 60          | 70          | 60          | 650         |
| ----------------------- | ----------- | ----------- | ----------- | ----------- | ----------- | ----------- | ----------- | ----------- | ----------- | ----------- | ----------- | ----------- | ----------- |
| Джерело: Weatherbase    |             |             |             |             |             |             |             |             |             |             |             |             |             |

## Історія
Перші свідчення про Кан належать до часів правління герцогів Нормандії, один з яких, Вільгельм завойовник, зробив Кан своєю столицею. Протягом усієї своєї історії Кан поділяв долю Нормандії; в 1204 р. разом з нею був переданий Іоанном Безземельним до французької корони. 1346 року англійці взяли місто приступом. Кан остаточно повернувся до Франції лише 1450 року.
1432 року Джон Ланкастерський, герцог Бедфорд заснував Канський університет, який за свою історію не раз закривався і відновлював роботу (в сучасному вигляді — з 1957 року).

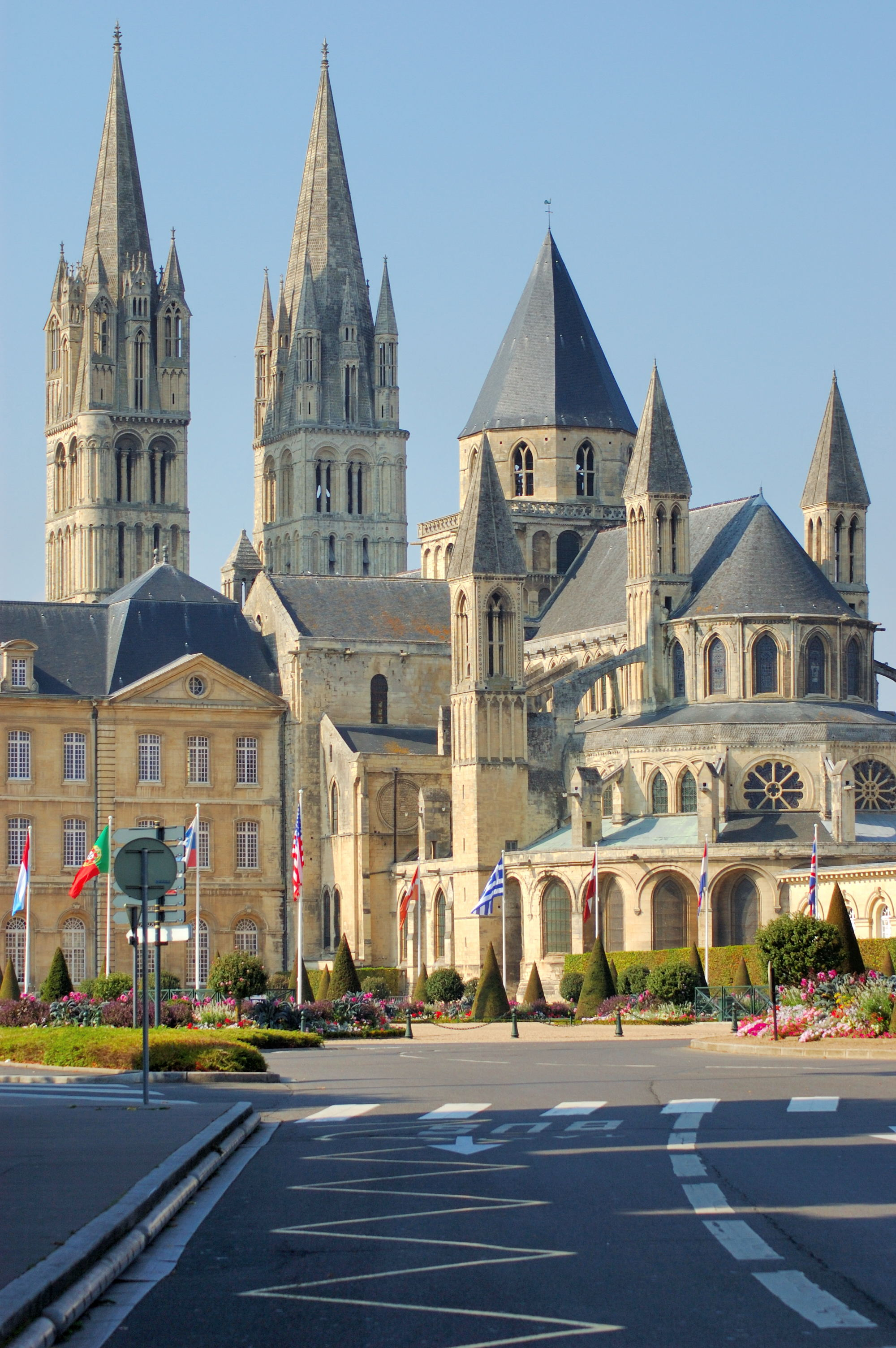
Церква св. Стефана

До скасування Нантського едикту 1685 року більшість населення Кана становили гугеноти. У роки Французької революції місто примкнуло до жирондистів.
Під час Другої світової війни місто дуже постраждало. Битва за Кан продовжувалася із 6 червня 1944 року по 6 серпня 1944 р. Завершилась розгромом німецьких військ. Дві третини будівель старої забудови було зруйновано. В 1948—1962 роках за планом Маршалла було споруджено сучасне місто з промисловими зонами та зеленими насадженнями.

## Пам'ятки
- Канський замок XI—XII століть — одна з найбільших середньовічних фортець на заході Європи. Зараз територію стародавньої твердині займають різні художні та історичні музеї.
- З часів Вільгельма Завойовника вціліли уславлені пам'ятки нормандської романіки — соборна церква Сент-Етьєн при чоловічому абатстві та церква Трійці при жіночому монастирі. У цих храмах до Французької революції були поховані сам Вільгельм Завойовник і його дружина Матильда Фландрська. Фасад соборної церкви строгий та лаконічний, 90-метрові вежі увінчані шпилями XIII століття. Решта будинків чоловічого абатства перебудовані в XVII столітті; з 1960 року тут розташовані органи місцевого самоврядування.
- Перлиною старого Кана вважалася ажурна пізньоготична церква св. Петра. 1944 року вона була зруйнована, наразі повністю відреставрована.
- З пам'яток цивільної архітектури цікаві особняки XVI століття; в одному з них народився поет Франсуа де Малерб.
- На згадку про події Другої світової війни 1988 року було відкрито Меморіал миру.

## Міста-побратими
- Вюрцбург, Німеччина (1962)
- Портсмут, Велика Британія (1987)
- Нашвілл, США (1991)
- Александрія, США (1991)
- Тієс, Сенегал (1992)

## Демографія
Динаміка населення ( ):
Розподіл населення за віком та статтю (2006):
| Стать | Всього | До 15 років | 15-24  | 25-44  | 45-64  | 65-85 | Понад 85 |
| --- | ------ | ----------- | ------ | ------ | ------ | ----- | -------- |
| Чоловіки | 50 677 | 7528        | 11 587 | 15 348 | 10 097 | 5451  | 666      |
| Жінки | 59 717 | 7443        | 13 712 | 14 879 | 12 010 | 9917  | 1756     |
| \| Статево-вікова піраміда \| Статево-вікова піраміда \| Статево-вікова піраміда \| \| ----------------------- \| ----------------------- \| ----------------------- \| \| Чоловіки \| Вік \| Жінки \| \| 666 \| 85 + \| 1756 \| \| 1086 \| 80-84 \| 2436 \| \| 1349 \| 75-79 \| 2551 \| \| 1560 \| 70-74 \| 2608 \| \| 1456 \| 65-69 \| 2322 \| \| 1722 \| 60-64 \| 2163 \| \| 2613 \| 55-59 \| 3158 \| \| 2943 \| 50-54 \| 3411 \| \| 2819 \| 45-49 \| 3278 \| \| 2819 \| 40-44 \| 3089 \| \| 2993 \| 35-39 \| 2871 \| \| 4097 \| 30-34 \| 3820 \| \| 5439 \| 25-29 \| 5099 \| \| 6985 \| 20-24 \| 8227 \| \| 4602 \| 15-20 \| 5485 \| \| 2308 \| 10-14 \| 2389 \| \| 2267 \| 5-9 \| 2359 \| \| 2953 \| 0-4 \| 2695 \| |        |             |        |        |        |       |          |
| Статево-вікова піраміда |        |             |        |        |        |       |          |
| Чоловіки | Вік    | Жінки       |        |        |        |       |          |
| 666 | 85 +   | 1756        |        |        |        |       |          |
| 1086 | 80-84  | 2436        |        |        |        |       |          |
| 1349 | 75-79  | 2551        |        |        |        |       |          |
| 1560 | 70-74  | 2608        |        |        |        |       |          |
| 1456 | 65-69  | 2322        |        |        |        |       |          |
| 1722 | 60-64  | 2163        |        |        |        |       |          |
| 2613 | 55-59  | 3158        |        |        |        |       |          |
| 2943 | 50-54  | 3411        |        |        |        |       |          |
| 2819 | 45-49  | 3278        |        |        |        |       |          |
| 2819 | 40-44  | 3089        |        |        |        |       |          |
| 2993 | 35-39  | 2871        |        |        |        |       |          |
| 4097 | 30-34  | 3820        |        |        |        |       |          |
| 5439 | 25-29  | 5099        |        |        |        |       |          |
| 6985 | 20-24  | 8227        |        |        |        |       |          |
| 4602 | 15-20  | 5485        |        |        |        |       |          |
| 2308 | 10-14  | 2389        |        |        |        |       |          |
| 2267 | 5-9    | 2359        |        |        |        |       |          |
| 2953 | 0-4    | 2695        |        |        |        |       |          |

## Економіка
2010 року серед 77 027 осіб працездатного віку (15—64 років) 50 271 була активною, 26 756 — неактивними (показник активності 65,3 %, у 1999 році було 60,7 %). З 50 271 активної мешканців працювали 42 269 особи (21 101 чоловік та 21 168 жінка), безробітними було 8002 (4280 чоловіків та 3722 жінки). Серед 26 756 неактивних 15 623 осіб було учнями чи студентами, 4695 — пенсіонерами, 6438 були неактивними з інших причин.
У 2010 році в муніципалітеті нараховувалося 47 878 оподаткованих домогосподарств, у яких проживали 90 386,0 особи, медіана доходів виносила 18 112 євро на одного особоспоживача

## Відомі особистості
В поселенні помер:
- Едмон Демолен (1852—1907) — французький історик, соціолог, педагог.

## Уродженці
- Антоні Деруан (*1979) — французький футболіст, півзахисник.